# Propulsion nucléaire thermique
La propulsion nucléaire thermique ou nucléo-thermique est un mode de propulsion des fusées qui utilise un réacteur nucléaire pour chauffer un fluide propulsif. Celui-ci, comme dans le cas d'un moteur-fusée classique, est expulsé via une tuyère pour fournir la poussée qui propulse la fusée. Ce type de propulsion permet d'atteindre en théorie des vitesses d'éjection de gaz nettement plus élevées et donc un meilleur rendement que la propulsion chimique utilisée sur les lanceurs actuels.
Différentes architectures ont été étudiées depuis le début de l'ère spatiale du simple cœur solide (similaire à celui d'une centrale nucléaire) jusqu'aux concepts plus complexes mais plus efficaces tels que les cœurs gazeux. Bien que des prototypes aient été testés au sol par les États-Unis (moteur NERVA) et l'URSS (RD-0410), aucune fusée utilisant ce type de propulsion n'a encore jamais volé. Le principe de « criticité » de la physique nucléaire impose une masse minimale de combustible et donc un réacteur suffisamment puissant pour diminuer le rapport poids/poussée.
La propulsion nucléaire est en panne de soutien dans le monde en raison des risques liés au lancement d'engins nucléaires et du coût financier d'une telle technologie. Aujourd'hui[Quand ?], le recours à la propulsion nucléaire n'est évoqué que dans le cadre du programme Constellation, pour des missions habitées hypothétiques vers Mars, à échéance éloignée (après 2037).
Cependant, en mai 2019, la United States House Committee on Appropriations (en) alloue un budget de 125 millions de dollars à la NASA pour le développement de technologies de propulsion nucléaire. Le Congrès des États-Unis a également voté un budget de 100 millions de dollars en plus. 

Schéma d'un moteur nucléaire thermique

## Principe
Dans un système de propulsion nucléaire thermique ou nucléo-thermique, un fluide propulsif, en général de l'hydrogène, est chauffé à haute température par un réacteur nucléaire et est éjecté par une tuyère, ce qui génère une poussée.
L'énergie du combustible nucléaire remplace celle des réactions chimiques utilisée dans les lanceurs classiques. Grâce à la densité énergétique plus importante des matériaux fissiles, environ 107 fois supérieure aux réactifs chimiques, il en résulte un mode de propulsion plus efficace (impulsion spécifique au moins deux fois meilleure) même en dépit du poids important du réacteur.

## Histoire
Un tel moteur fut envisagé aux É.-U. en remplacement du J-2 des étages S-II et S-IVB des fusées Saturn V et Saturn I. Originellement prévu comme un « échange standard » visant à améliorer les performances, des versions plus importantes de remplacement du S-IVB furent étudiées en vue de missions lunaires avancées ou martiennes. De même, l'Union soviétique considéra cette option pour le dernier étage de la fusée lunaire N-1. Toutefois, aucun prototype ne fut vraiment au point avant que la frénésie de la course à l'espace s'achève.
Fin janvier 2023, la Nasa et la Darpa annoncent le projet « Draco », partenariat visant à mettre au point un démonstrateur utilisant la propulsion nucléaire thermique, avec pour objectif un premier vol dans l'espace dès 2027. Ce mode de propulsion permettrait de raccourcir le temps de voyage vers Mars de plusieurs semaines, voire plusieurs mois, et de s'affranchir en grande partie des fenêtres de tir très contraignantes d'une propulsion cryogénique. La Nasa avait déjà lancé début 2021, avec le département américain de l'Énergie, un appel à projets auprès des industriels, qui avait permis de sélectionner trois entreprises pour un contrat de 5 millions de dollars chacune afin de pousser plus avant leurs recherches.

## Conception
Les systèmes de propulsion nucléo-thermique peuvent être catégorisés d'après le principe de leur réacteur nucléaire, qui va du simple cœur solide (similaire à celui d'une centrale nucléaire) jusqu'aux concepts plus complexes mais plus efficaces tels que les cœurs gazeux.

### Cœur solide

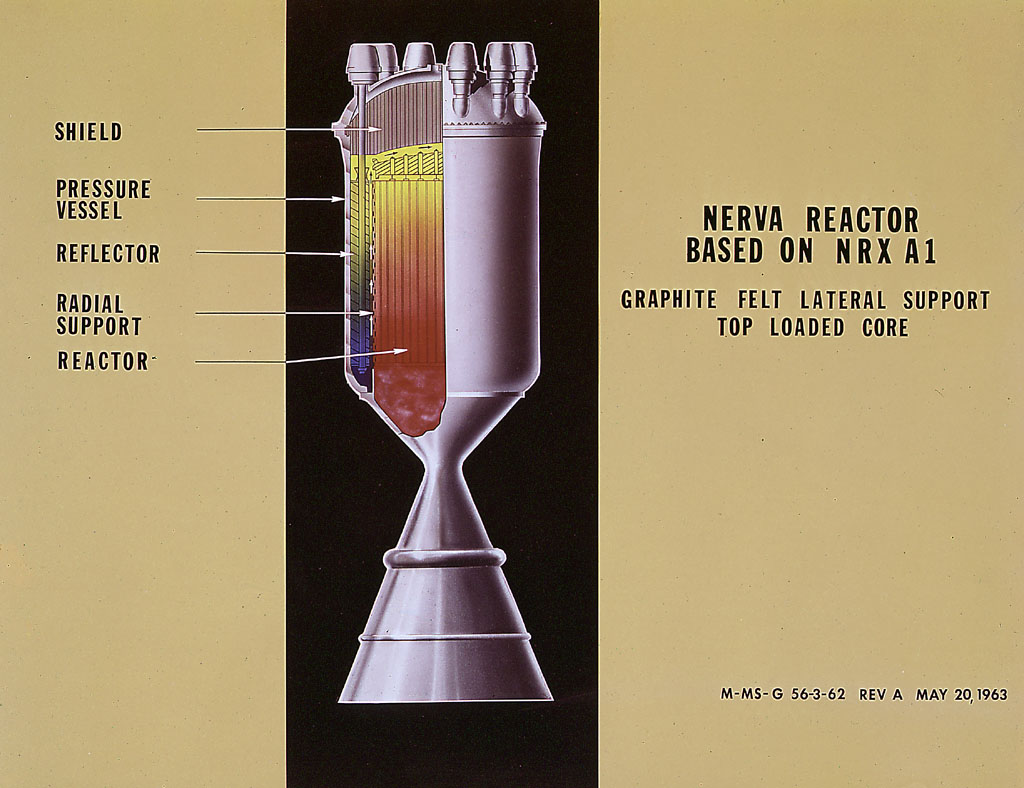
Schéma d'un réacteur à cœur solide NERVA

Le modèle le plus simple utilise un réacteur conventionnel (bien que plus petit) fonctionnant à haute température. Cette conception plafonne la température maximale de fonctionnement à celle de fusion des matériaux de construction. Comme l'impulsion spécifique dépend fortement de la température du fluide propulsé, on cherche alors à utiliser les matériaux les plus résistants. Mais même les moins fusibles des matériaux avancés ont une température de fusion très inférieure à celle que la réaction nucléaire pourrait donner au fluide, en conséquence le potentiel de l'énergie nucléaire est largement inexploité. On considère qu'un réacteur de ce type parvient à obtenir une impulsion spécifique de 800  à   900 s, soit deux fois celle des meilleurs moteurs chimiques LOX-LH2.
Le poids du moteur est si important qu'il n'atteindrait qu'à peine un rapport poussée sur poids de 1:1, indispensable pour envisager de s'arracher à l'attraction terrestre au lancement. Néanmoins, pour un ΔV donné, la masse totale du moteur et du carburant serait moindre. Ce type de réacteur ne peut donc servir que pour les étages supérieurs de lanceurs quand le véhicule est déjà en orbite ou presque et que la poussée requise est plus faible.
Aux États-Unis, ce concept a été testé de façon poussée dans le cadre du programme Rover/NERVA de 1959 à 1972. De nombreuses autres déclinaisons du principe ont également été étudiées, dont :

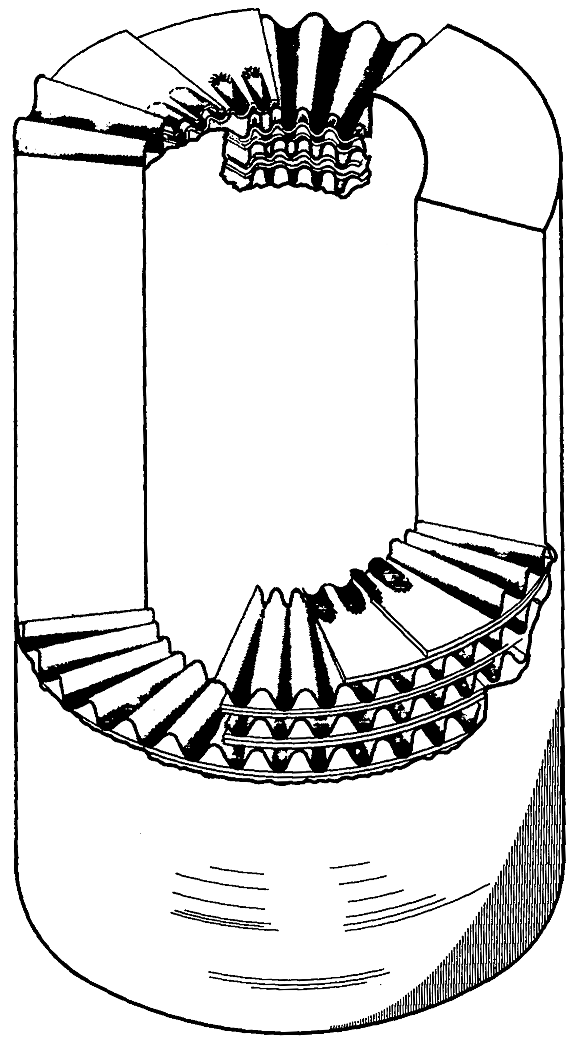

- Dumbo, précurseur du concept, il diffère par la conception de son cœur fait de plusieurs tubes eux-mêmes constitués d'empilements d'anneaux plats ou ondulés créant des canaux par lesquels l'hydrogène circule de l'intérieur du tube vers l'extérieur. Les anneaux sont en métal réfractaire (tungstène ou molybdène) imprégné d'UO2. À l'intérieur de chaque tube, donc dans les zones froides du réacteur, se trouve un autre tube fait d'empilement de rondelles de polystyrène modérateur et de Dural ondulé pour l'espacement. Les gaz chauffés par ce dispositif sortent à 2 500 K[4]. Quand il fut abandonné au profit de NERVA et de son cœur graphitique, le principe de l'échangeur thermique de Dumbo fut adapté et transformé en système de forage thermique[5].
- Small Nuclear Rocket Engine (SNRE), une version dérivée de NERVA, plus compacte et avec un divergent de tuyère escamotable destiné aux derniers étages de lanceurs et à la navette spatiale, d'une poussée de 73 kN et avec une impulsion de 875 s (annoncée comme facilement améliorable à 975 s).
- ASPEN, lanceur nucléaire monoétage imaginé par Robert W. Bussard[6], fonctionnant en statoréacteur et superstato (ramjet et scramjet, utilisent l'air de l'atmosphère comme fluide propulsif).
- IRGIT russe

#### Cœur en métal réfractaire
Les avantages d'utiliser un combustible métallique sont :
- une meilleure tenue aux hautes températures et aux déformations mécaniques,
- une meilleure résistance à la corrosion de l'hydrogène,
- la rétention plus efficace des produits de fission
- la possibilité de fonctionner en spectre rapide (donc sans modérateur au sein du cœur, et une conception plus compacte).

##### Cermet
Le premier modèle Cermet naquit de la fusion des activités du Laboratoire national d'Argonne (ANL) au début du programme Rover et des études d'avion à propulsion nucléaire menées chez General Electric (connues sous le nom de Programme 710). Il est très similaire à NERVA par ses éléments combustibles prismatiques hexagonaux à 19 canaux, mais le matériau utilisé est un cermet tungstène-UO2 (60 % - 40 % volumiques) protégé par un revêtement tungstène - rhénium. Les essais ne dépassèrent pas le stade de l'évaluation des éléments combustibles et prédirent une Isp de 832 s, une poussée de 100 kN, une puissance de 2 GW et des temps de fonctionnement de dizaines d'heures. Cependant, les recuits successifs du combustible provoquent une croissance des grains qui entraîne l'augmentation des pertes de carburant et de produits de fission. De plus, les propriétés neutroniques du tungstène sont peu intéressantes pour ce type de configuration. L'ANL et GE poursuivirent leurs améliorations du réacteur Cermet (stabilisation du grain par des traces de gadolinium, réduction du gradient de température grâce à un préchauffeur…) tandis que les autres équipes impliquées s'orientaient vers d'autres concepts basés sur un cœur métallique.

##### Cœur filaire

Schéma d'un réacteur à cœur filaire

Atomics International poursuivit donc les études d'avion nucléaire sur la voie du réacteur à cœur filaire (wire core reactor). Dans ce type de réacteur à neutrons rapides, l'hydrogène traverse radialement un cœur cylindrique composé d'un entrelacement de fils enrichis en combustible et de fils d'espacement.
Les fils enrichis sont fabriqués à partir de particules de 0,1 mm de nitrure d'uranium UN pelliculées de tungstène et tassées dans une gaine tressée en tungstène, puis cette gaine est tréfilée jusqu'à former un câble de 0,9 mm de diamètre.
Comme le réacteur à lit de particules, cette structure possède une surface d'échange bien plus importante qu'un cœur prismatique, mais en plus, la technique de tressage permet de distribuer optimalement la puissance du réacteur en faisant varier l'espacement des fils combustibles en fonction du flot local d'hydrogène. Un tel moteur pourrait atteindre une température de 3 030 K et une impulsion spécifique de 930 s.

##### Modération eau

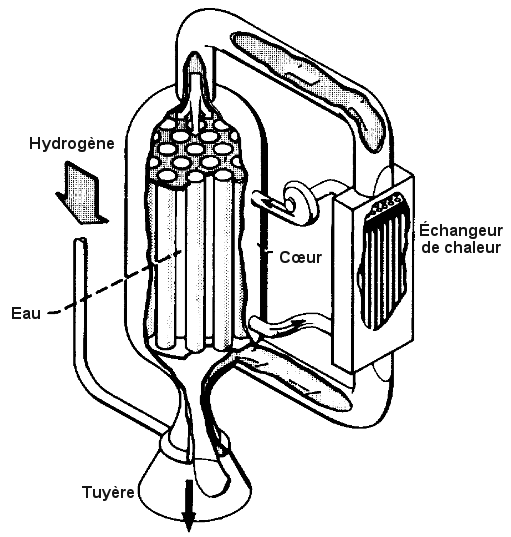
Schéma de principe du TWMR

De son côté, le LeRC s'oriente vers le développement d'un réacteur à neutrons thermiques dit réacteur tungstène à modération eau (TWMR, Tungsten Water-Moderated Reactor). Le cœur en aluminium est composé d'une cuve d'eau modératrice entourée d'un réflecteur en béryllium et traversée par des tubes contenant chacun un élément combustible dans lequel passe l'hydrogène.
L'eau circule en circuit fermé : elle refroidit le réflecteur en le traversant et est refroidie par l'hydrogène provenant du circuit de régénération de la tuyère dans six échangeurs entourant le réflecteur (contrairement à ce que laisse supposer le schéma de principe ci-contre).
L'élément combustible est une gaine en tungstène enrichie en 184W (beaucoup plus transparent aux neutrons) contenant des segments prismatiques de cermet W-UO2. Les segments sont séparés par un petit espace permettant la redistribution du fluide entre chaque segment (ce que ne font pas les combustibles prismatiques Cermet et NERVA). La gaine est « suspendue » au réflecteur supérieur (admission) et est montée lâche dans son tube pour isoler la cuve de la chaleur et des vibrations que subit l'élément combustible. L'eau est donc chauffée essentiellement par les neutrons et rayons gamma. Plusieurs types de segments de combustible furent conçus et testés, retenant pour plus prometteur les feuilles de 0,51 mm obtenues par laminage du mélange W-UO2 entre deux couches de tungstène pur pour éviter la déperdition de combustible, et soudées en nid d'abeille.
Ce type de réacteur est super-critique. Pour le maintenir au repos, des petits tubes intercalés entre ceux du combustible contiennent un circuit de solution de sulfate de cadmium CdSO4, poison neutronique. Pour démarrer le réacteur, la solution circule par un échangeur d'ions appauvrissant sa concentration en poison. L'opération inverse est effectuée plus simplement et plus rapidement en réinjectant du sulfate concentré dans le circuit. Des expérimentations de neutronique ont été faites sur des maquettes pour valider les paramètres du concept. Le modèle de référence à 121 éléments pèse 1 130 kg, peut produire 360 MW sur une durée totale de 10 h et éjecte l'hydrogène à 2 480 K.

#### Réacteur à lit de particules
Un moyen d'augmenter la température et l'impulsion spécifique serait de ne plus s'imposer que le combustible soit sous une forme rigide de grandes dimensions et donc soumis à d'importantes contraintes mécaniques. C'est le principe du réacteur à lit de particules (également dénommé à lit fluidisé, lit de poussières, ou lit rotatif) dans lequel le combustible est sous forme de particules sphériques qui baignent dans l'hydrogène à chauffer.

##### Les précurseurs

Particule de combustible

Ce principe inventé par James R. Powell fut exploré à la même époque que NERVA par le Laboratoire national de Brookhaven. Les particules de 500  à   700 μm de diamètre étaient composées d'un noyau de carbure d'uranium UC2 enrobé de carbone poreux (rétention des produits de fission), de carbone pyrolytique et d'une couche anti-corrosion en carbure de zirconium ZrC. Il fut proposé deux conceptions du réacteur : le réacteur à lit fixe FBR, dans lequel les particules sont stockées entre deux frittes poreuses cylindriques, et le réacteur à lit rotatif RBR qui ne possède pas de fritte intérieure (chaude) et maintient les particules contre la fritte extérieure (froide) par centrifugation à ~1 000 tr/min.

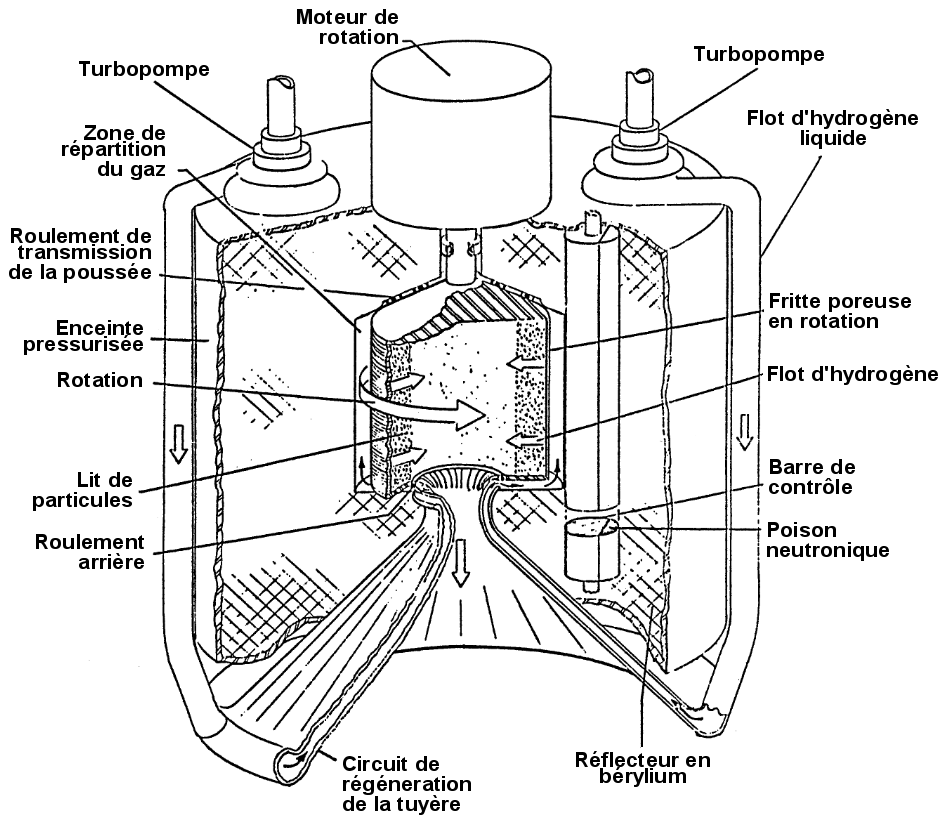
Réacteur à Lit Rotatif

Comme le RBR n'a pas de fritte chaude, il est affranchi des problèmes liés à cette pièce et peut produire une température de sortie supérieure. De plus, le moteur peut être purgé en fin de fonctionnement puis rechargé plus tard, cette possibilité évite un échauffement prolongé du moteur après son extinction (dû à la décomposition des produits de fission instables) et permet la maintenance plus aisée du réacteur. Les performances envisagées étaient une Isp de 1000 s et une poussée de 90 kN pour une masse de 1 370 kg. De nombreux aspects mécaniques restèrent non résolus.
Du fait de l'important rapport surface/volume des particules, les systèmes FBR et RBR étaient réputés opérer un excellent transfert de chaleur avec l'hydrogène et annoncés capables d'atteindre des températures de 3 000  à   3 750 K et une Isp de 1 000  à   1 300 s. La zone d'échange étant très courte, un tel système a une grande densité énergétique lui autorisant une configuration plus compacte que NERVA et atteignant donc un meilleur rapport poids/poussée.
Les études de ces systèmes n'étaient pas très avancées quand elles furent stoppées en 1973 en même temps que les autres programmes de propulsion nucléaire.

##### Timberwind
Le concept fut ressorti des cartons pour le projet Timberwind, initié en secret en 1988 pour les besoins de la « guerre des étoiles » de Ronald Reagan, puis recyclé en Space Thermal Nuclear Propulsion (STNP) en 1991 et enfin réorienté vers l'exploration martienne sous l'administration Clinton avant d'être abandonné en 1993. Dans le cadre de Timberwind, le système de propulsion dénommé PBR (Particle Bed Reactor) était destiné au dernier étage de missiles d'interception et devait combiner forte poussée et grande impulsion spécifique.

Configuration du cœur du PBR avec un seul élément de combustible et voie d'écoulement de l'hydrogène. Les dimensions et conicité de l'élément combustible ne sont pas correctement proportionnées

Le PBR était constitué d'un cœur de 19 ou 37 petits éléments prismatiques hexagonaux contenant chacun un lit de particules fixe entouré de modérateur. L'hydrogène est canalisé dans le modérateur vers les éléments qu'il pénètre par la fritte extérieure (fritte froide), traverse le lit de particules et ressort chauffé par la fritte intérieure (fritte chaude) avant d'être dirigé vers la sortie du réacteur et la tuyère.
Les essais pratiqués restèrent élémentaires mais prometteurs et permirent d'envisager un moteur de 500 kg de masse développant 1 000 MW de puissance et 200 kN de poussée.
Cependant, la faisabilité du PBR était loin d'être démontrée à cause de la corrosion des particules (dans ce cas, le rapport surface/volume est pénalisant), la conception de la fritte chaude, la géométrie ou la porosité de la fritte froide qui doit permettre de répartir le flot d'hydrogène pour homogénéiser et maximiser la température de sortie, et l'apparition de points chauds dus à l'instabilité de l'écoulement laminaire ou à l'obstruction de pores de la fritte qui peuvent provoquer la fusion locale du combustible.
Dans les années 1990, l'Université du Nouveau-Mexique étudia une variation du concept FBR, le réacteur à lit de boulet (PeBR, Pellet Bed Reactor). Il est d'une architecture identique au FBR, sauf que les particules sont incluses par centaines dans des billes de graphite d'environ 1 cm de diamètre, elles-mêmes protégées par une pellicule de ZrC. Ce sont donc des super-particules plus grandes qui sont stockées entre les frittes. Un tel réacteur aurait une puissance de 1 000 MW, éjecterait l'hydrogène à 3 000 K et aurait une Isp d'environ 1 000 s.
En 2004, on a proposé l'utilisation de combustible 178m2Hf, un isomère du hafnium 178 obtenu par bombardement de protons sur du tantale ou de particules α sur une cible 176Yb ; cela permettrait d'accroître encore la densité énergétique, avec la propriété de n'émettre que des rayons γ. La maîtrise de cette réaction nucléaire reste encore à acquérir.

##### MITEE
Après la fin du programme Timberwind, Powell, Maise et Paniagua fondent la société Plus Ultra Technology Inc. et entreprennent d'améliorer le concept libéré des objectifs militaires impliquant une forte poussée. Ils proposent alors dans les années 2000 diverses modifications permettant de réduire la taille et la puissance du propulseur tout en conservant la densité énergétique de ~30 MW/l afin de répondre à des besoins de mission plus immédiats.
La famille de moteurs conçue, nommée MITEE (MIniature reacTor EnginE, prononcé comme mighty), comporte les différences suivantes par rapport au PBR :
- les éléments combustibles hexagonaux sont en fait des réacteurs élémentaires avec leur tuyère et enceinte pressurisée individuelles ;
- le lit et les frittes sont composés d'enroulement de feuilles perforées et estampées ressemblant à des plaques de ravioli prédécoupés (les perforations assurent l'écoulement radial tandis que les estampages servent à relier les perforations des couches successives) ; la fritte froide est en béryllium métallique, le lit en molybdène et la fritte chaude en tungstène-184 ;
- les frittes chaude et froide sont ensemencées de matière fissile ;
- la matière fissile est composée de particules ou de fibres d'UC2 ou d'UO2 incluses dans les feuilles[24] ;
- l'assemblage de 19 ou 37 éléments moteurs est entouré d'une couche d'éléments hexagonaux en réflecteur neutronique ;
- le système permet un fonctionnement bimodal.

Configuration d'un réacteur MITEE

La miniaturisation est limitée par la criticité du réacteur, on arrive ainsi à une configuration minimale de 50 kg et développant 100 MW.
Ce type de moteur est donc tout indiqué pour des missions de faible masse nécessitant un important delta-V, telles que des sondes spatiales rapides (capables d'atteindre et d'explorer les planètes extérieures en années au lieu de décennies) ou pour des missions d'intervention sur des objets géocroiseurs.

#### Réacteur à basse pression

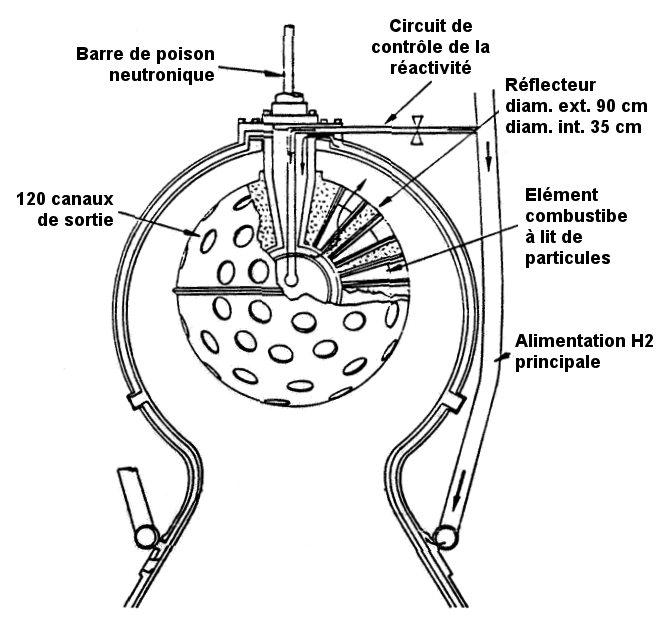
Schéma d'un réacteur à basse pression

Au début des années 1990, l'INEL présente un nouveau concept : le réacteur à basse pression (LPNTR, Low Pressure NTR). Composé d'un cœur sphérique creux de 1 m de diamètre en bérylium percé de 120 canaux coniques contenant chacun un lit de particule, l'hydrogène y circule depuis une admission interne vers l'extérieur de la sphère, à une pression d'environ 1 bar. Ce fonctionnement à basse pression permet le phénomène de dissociation / recombinaison de l'hydrogène qui augmente la température entre 3 200  et   3 600 K, et l'impulsion spécifique jusqu'à 1300 s, pratiquement le maximum théorique pour les moteurs à cœur solide.
Le concept a le mérite d'une grande simplicité : l'absence de turbo-machinerie (la pression du réservoir suffit à alimenter le réacteur) et de barres de contrôle (la criticité est atteinte par la présence de l'hydrogène dans le réacteur) rendent le moteur plus léger. Un système de propulsion composé d'un groupe de 7 petits réacteurs, en plus d'être plus fiable, permettrait de se passer de cardans d'orientation de la poussée.
Néanmoins, le concept est loin d'être mature à cause évidemment de la problématique des cœurs à lit de particules, mais en plus de la compréhension du phénomène de dissociation / recombinaison de l'hydrogène, de la maîtrise du débit en l'absence de pompes, de la maîtrise de la réactivité sans barres de contrôle et la conception d'une tuyère efficace, sans compter la nécessité d'un environnement de test dépressurisé.

#### Réacteur à fragments de fission
Cet article concerne l'utilisation des fragments de fission pour chauffer le fluide. Pour l'utilisation directe de leur énergie cinétique, voir propulsion par fragments de fission.
Au cours de leurs recherches en matière de laser pompé par rayonnement nucléaire,
les laboratoires Sandia eurent l'idée d'appliquer leur technique de chauffage direct du gaz
à la propulsion spatiale. Le concept est dénommé réacteur à feuilles ou réacteur à fragments de fission (FOIL reactor ou Fission Fragment Assisted Reactor)
Son principe est basé sur la fission d'UO2 en pellicule sur un substrat. La couche de combustible est suffisamment fine (1  à   2 µm) pour que les fragments de fission puissent s'en échapper et chauffer directement le fluide propulsif. Il est alors possible d'obtenir de l'hydrogène à une température jusqu'à 1 000 K supérieure à celle des matériaux du cœur.
Le réacteur est constitué de plus de 100 modules élémentaires de 4 m de long par 36 cm de diamètre, possédant chacun leur tuyère, ces modules sont montés dans un réflecteur en méthane lourd CD4 de 4 m de diamètre intérieur et de 75 cm d'épaisseur. Chaque module est composé de tubes concentriques en béryllium poreux revêtus de 2 µm de combustible. Les tubes concentriques séparent des zones annulaires alternativement fines (3 mm, admission) et larges (5 cm, échappement). L'hydrogène est injecté dans les anneaux fins, traverse les tubes poreux vers les anneaux larges et s'échappe chauffé par la tuyère.

Schéma d'un réacteur à fragments de fission

Avec une température d'hydrogène projetée de 3 400 K, l'impulsion spécifique serait de 990 s. Le système est très redondé et d'une faible densité énergétique, ce qui lui confère une très bonne fiabilité. En revanche, il rejette la moitié de ses produits de fission et repose sur la capacité technologique hypothétique de déposer un revêtement combustible sur un substrat poreux.

### Cœur liquide
Une amélioration importante peut être obtenue en mélangeant la matière fissile avec le fluide propulsif et en activant la réaction nucléaire au sein même du fluide. C'est le principe du réacteur à cœur liquide qui peut fonctionner à des températures au-delà de celle de fusion du combustible. Dans ce cas, la limite est imposée par la température que peut supporter le confinement du cœur (typiquement un matériau réflecteur de neutron) activement refroidi par la circulation du fluide depuis le réservoir vers le cœur.
La difficulté de conception réside dans le fait que la réaction nucléaire pourrait continuer bien plus longtemps que la durée de la présence du fluide dans le cœur, rendant le principe de base extrêmement dispendieux en uranium. Le système devrait être capable de retenir le combustible dans le cœur tout en laissant s'échapper l'hydrogène vers la tuyère.

#### Chambre annulaire

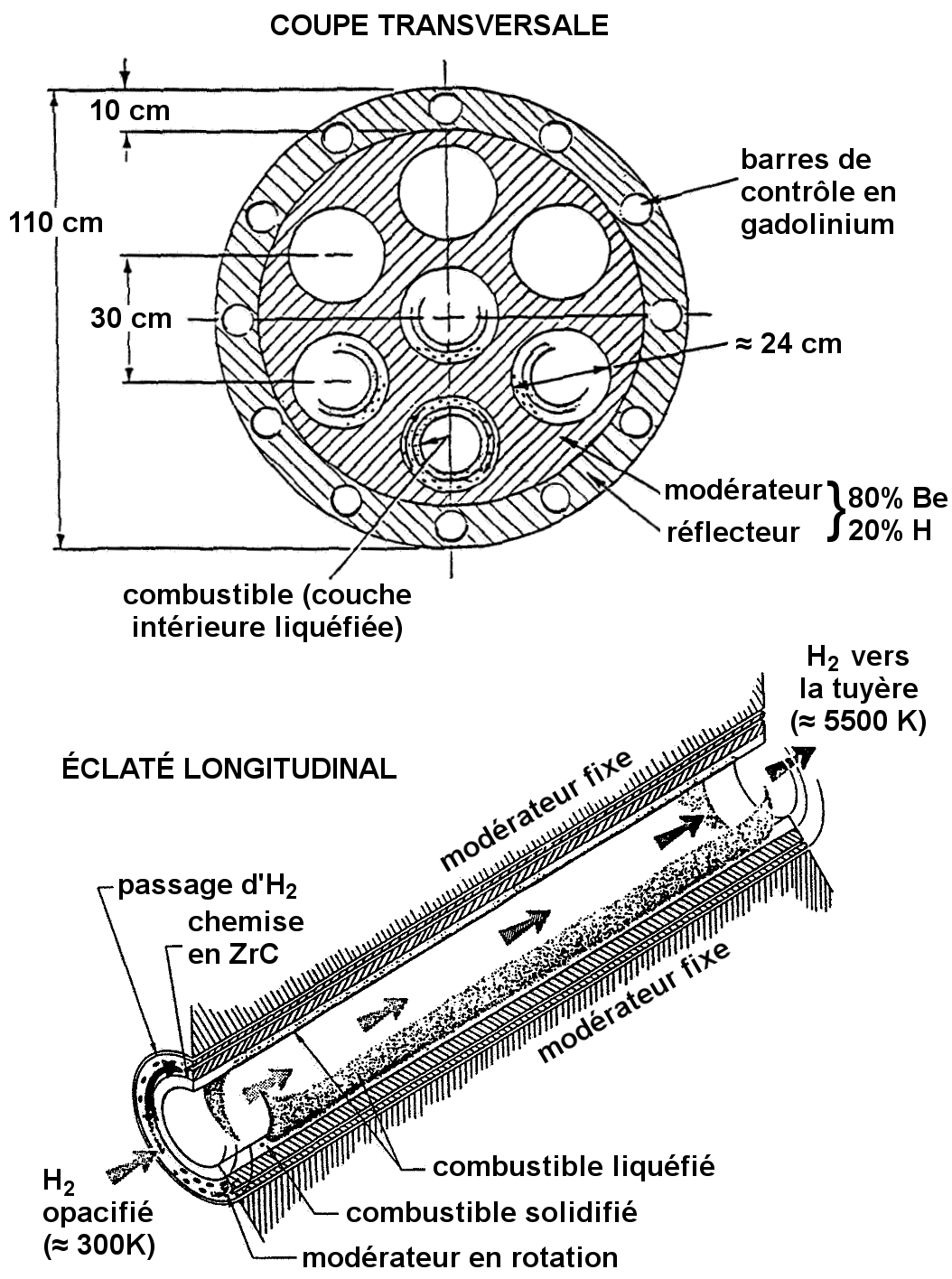
Schéma d'un LARS

Le Laboratoire national de Brookhaven a étudié le concept de réacteur à chambre annulaire ou LARS (Liquid Annular Reactor System) dans lequel le carburant liquéfié est centrifugé dans des tambours logés dans des cavités cylindriques du matériau modérateur refroidi. La couche externe du carburant est solidifiée car en contact avec le tambour réfrigéré, tandis que la couche interne est liquide et en rotation. L'hydrogène s'écoule longitudinalement au centre du tambour et est donc essentiellement chauffé par rayonnement, pour améliorer le transfert de chaleur, il est ensemencé de particules opacifiantes.
Du fait de la très haute température de fusion du carburant (de 3 000  à   5 000 K), et de la dissociation de l'hydrogène, l'Isp espérée est de 1 600  à   2 000 s. Un moteur de 110 cm de diamètre comprenant 7 chambres de 30 cm pèserait 3 t et développerait 300 MW de puissance et 20 kN de poussée.
Ce système où le carburant n'est pas confiné permet de relâcher les produits de fission gazeux, ce qui offre une meilleure sécurité post-opérationnelle. En revanche, la perte éventuelle de carburant n'est pas exclue, d'autant plus que sa stabilité lors de l'accélération du véhicule n'a pas été évaluée. De nombreux autres points restent à valider pour établir la faisabilité du concept.

#### Réacteur à cœur de gouttelettes

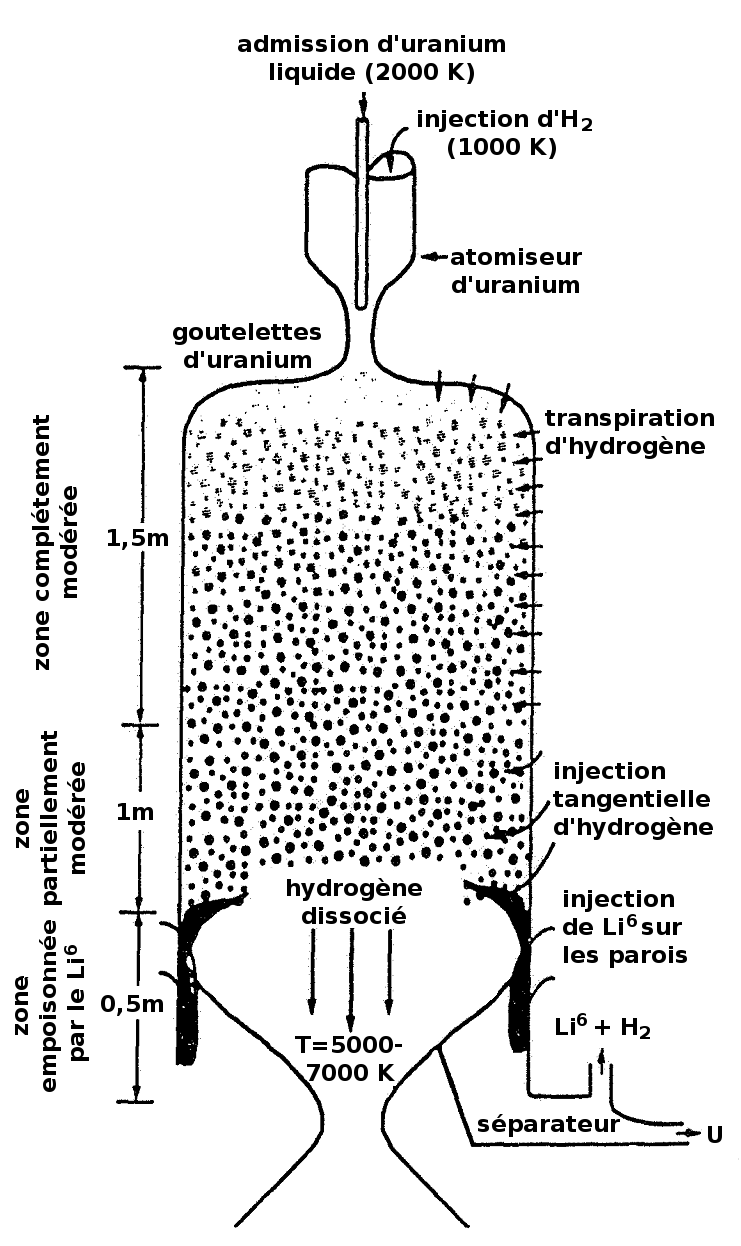
Schéma d'un réacteur à cœur de gouttelettes

Le réacteur à cœur de gouttelettes ou DCNR (Droplet Core Nuclear Rocket) étudié au Innovative Nuclear Space Power & Propulsion Institute de l'Université de Floride est basé sur un circuit d'uranium liquide projeté sous forme de gouttelettes dans le réacteur puis récupéré par centrifugation avant la sortie du réacteur. Il découle des études de réacteur à cœur colloïdal (basé sur des particules solides) et à cœur liquide rotatif (similaire au réacteur à chambre annulaire, mais où l'uranium liquide est traversé par l'hydrogène).
L'uranium est liquéfié à 2 000 K et vaporisé en gouttelettes de 2  à   20 μm à l'entrée du réacteur. L'hydrogène est injecté à travers les parois du réacteur, assurant ainsi son refroidissement et le protégeant du contact avec les gouttes de combustible. Vers la sortie du réacteur, l'hydrogène est injecté tangentiellement, imprimant ainsi un mouvement de vortex au nuage de gouttellettes. L'uranium est alors déporté par la force centrifuge vers les parois du réacteur où un film de lithium-6 étouffe la réaction, dissout le carburant et l'extrait du réacteur avant le col de la tuyère. Un séparateur récupère l'uranium et le renvoie dans son circuit.
Le combustible sous forme de gouttelettes offre l'avantage d'un énorme rapport surface/volume (environ 106 m2/m3). Le transfert de chaleur à l'hydrogène se ferait pour moitié directement par l'énergie cinétique des fragments de fission. Le fluide atteindrait ainsi 6 000 K et l'Isp 2 000 s.
La dynamique des différents fluides et les matériaux employés représentent les principales difficultés de conception à surmonter, si bien que l'effort de développement requis est similaire à ceux nécessaires pour les systèmes à cœur gazeux, tout en ayant des performances moindres.

#### Réacteur à eau salée
Une conception radicalement différente, proposée par Robert Zubrin et appelée réacteur à eau salée (au sel de plutonium ou d'U235, évidemment), utilise de l'eau à la fois comme fluide propulsif et modérateur, et ne retient pas le combustible, ce qui simplifie la conception. Le réservoir et la canalisation du fluide doivent être fabriqués dans des matériaux et selon des géométries absorbant les neutrons afin que la réaction en chaîne n'advienne pas avant son admission dans la « chambre de combustion ». Un tel moteur pourrait développer une poussée de 13 MN pour une Isp de 6 700 s. Cependant, son fonctionnement relâcherait d'énormes quantités de matière très radioactive. Il ne pourrait être utilisé que hors de l'atmosphère et de la magnétosphère.

### Cœur gazeux

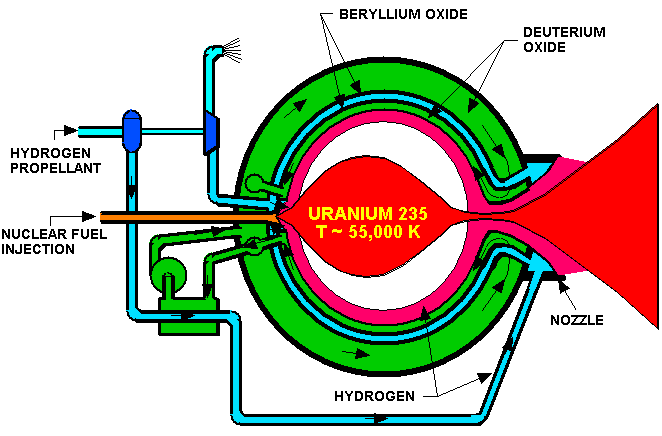
Schéma d'un réacteur à cœur gazeux fonctionnant en cycle ouvert

La dernière classe de moteur nucléo-thermique est le réacteur à cœur gazeux. Cette extension du concept de cœur liquide est constitué d'une chambre sphérique (typiquement de 2,4 m de diamètre entourée de 46 cm de modérateur en oxyde de béryllium) au centre de laquelle est injecté l'uranium. L'hydrogène est injecté par les parois poreuses de la chambre, maintenant ainsi le combustible dans une poche centrale où sa température peut librement atteindre plusieurs dizaines de milliers de degrés. L'Isp obtenue va de 2 500  à   6 500 s pour une poussée de 20  à   400 kN selon la taille du moteur de 40  à   210 t, radiateur compris (en plus de la circulation d'hydrogène propulsif, il est proposé de refroidir le dispositif par un circuit supplémentaire passant par un radiateur, alourdissant le moteur mais améliorant l'impulsion spécifique).
Le combustible se présente sous forme de pastilles qui sont vaporisées lors de leur arrivée dans la chambre, mais pour l'allumage du réacteur, il faut qu'il soit sous forme de particules. Afin que 99,5 % de l'énergie thermique rayonnée par le cœur gazeux soit absorbée par l'hydrogène, il est opacifié par ensemencement de particules de graphite, tungstène ou uranium naturel lors de son injection. La proportion massique de particules va de 5 % dans la chambre à 20 % au niveau du col de la tuyère.

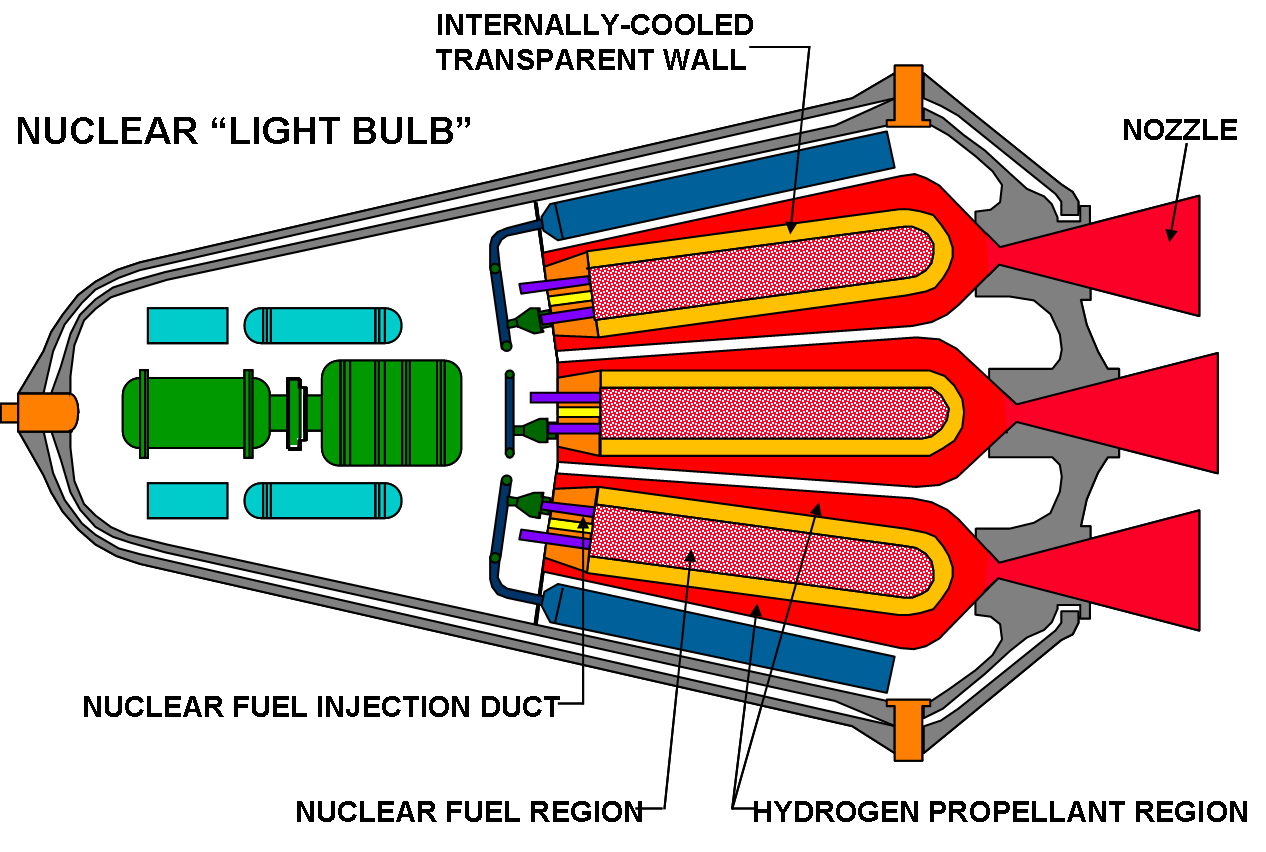
Schéma d'un réacteur "ampoule nucléaire"

Selon ce principe basique en cycle ouvert, l'échappement du carburant nucléaire est difficile à maîtriser (environ 1 % de la masse éjectée provient de la perte de combustible) et interdit son utilisation à proximité de la Terre. Ceci amena à étudier une configuration en cycle fermé ou moteur en ampoule nucléaire, où le combustible gazeux est confiné dans des tubes en quartz à ultra-haute température à l'extérieur desquels circule l'hydrogène. Ce système d'échange thermique se rapproche plus de celui du réacteur à cœur solide, sauf qu'il n'est plus limité par la température de fusion du combustible mais par celle du quartz. Bien que moins efficace que le gaz en cycle ouvert, cette conception permet d'atteindre des performances respectables d'impulsion spécifique de 1 500  à   2 000 s.
Pour obtenir une meilleure surface radiative, le moteur est composé de sept tubes de 25 cm de diamètre par 1,80 m de long (ce qui représente 2,2 fois plus de surface qu'un seul tube du même volume total). Ces tubes sont placés dans sept cavités pratiquées dans un matériau modérateur / réflecteur de neutrons.
Afin de limiter la déposition de combustible (ou de résidus de fission) sur les parois des tubes, il est maintenu dans un tourbillonnement à l'aide d'un circuit fermé de néon. Ce néon est injecté tangentiellement au niveau des parois intérieures des tubes, formant un vortex périphérique contenant le combustible nucléaire en son centre, puis il est soutiré à l'extrémité du tube, refroidi, purifié par centrifugation (pour en séparer les traces de combustible) et réinjecté.
Chaque tube est parcouru d'un millier de canaux qu'un circuit fermé d'hydrogène refroidit, ainsi que diverses autres organes et structures, notamment le radiateur du circuit de néon. L'hydrogène en circuit ouvert (issu du réservoir et destiné aux tuyères) ne passe que par un échangeur avec le circuit fermé et les matériaux modérateurs avant d'arriver à 3 500 K dans la cavité rayonnante (soit déjà la température qu'il aurait en sortie d'un réacteur à cœur solide). Il est alors opacifié par des particules de tungstène, exposé au rayonnement du combustible gazeux à 12 000 K et atteint presque 10 000 K à l'autre extrémité de la cavité.

## Propulsion nucléaire contre propulsion chimique
Comparer directement les performances des moteurs nucléaire et chimique n'est pas chose facile ; la conception d'une fusée étant le compromis de plusieurs solutions donnant globalement le meilleur résultat. Dans l'exemple ci-après, un étage basé sur un moteur NERVA, version 1961, est comparé avec l'étage S-IVB de la fusée Saturn V qu'il était censé remplacer.
Pour une poussée donnée {\displaystyle T}, le moteur doit fournir une puissance définie par {\displaystyle P=T*V_{e}/2} (où {\displaystyle V_{e}} est la vitesse d'éjection, proportionnelle à l'impulsion spécifique : {\displaystyle V_{e}=I_{sp}*g}). Ainsi, le moteur J-2 du S-IVB développe P = 414 s * (1014 kN * 9,81) / 2 ≈ 2060 MW, cette puissance dégagée par la réaction chimique correspond à celle d'un gros réacteur nucléaire.
D'après la formule précédente, un moteur nucléaire de poussée équivalente devrait avoir une puissance de 4 600 MW (en supposant que l'échange thermique soit idéalement efficace). Notons que cette puissance accrue n'est le fait que de l'{\displaystyle I_{sp}} plus importante. Les configurations proposées pour NERVA vont jusqu'à 5 GW, ce qui en ferait les réacteurs nucléaires les plus puissants du monde. Mais avec une telle puissance, le réacteur devrait avoir une taille et une masse prohibitive. Comme la poussée détermine la durée d'allumage mais n'influe pas sur le delta-V obtenu, ce comparatif se basera sur un moteur NERVA de 266 kN de poussée : la puissance du réacteur est alors de 1 044 MW.
Le débit de fluide propulsif pour une poussée donnée {\displaystyle T} est défini par {\displaystyle d_{m}=T/V_{e}}. Pour le moteur J-2, {\displaystyle d_{m}} = 1014 kN / (414 * 9,81) ≈ 250 kg/s. Pour le moteur NERVA, il ne serait que de 34 kg/s. Compte tenu du fait que l'hydrogène est six fois moins dense que le mélange oxygène/hydrogène utilisé par le J-2, les débits volumiques sont tous les deux de l'ordre de centaines de litres par seconde.
L'idée d'un remplacement standard de l'étage S-IVB implique un étage NERVA de mêmes dimensions, c'est-à-dire le même volume de carburant. Le S-IVB transporte environ 310 m3 de carburant dans une proportion massique LOX/LH2 de 5,5:1, représentant donc une masse de carburant totale de 106 600 kg. Un étage NERVA de mêmes dimensions (en négligeant la différence d'encombrement des moteurs et l'espace récupéré par l'absence de séparation entre deux réservoirs) transporterait donc 310 m3 de LH2, soit 22 000 kg. Diviser ces masses par le débit massique des moteurs respectifs donne la durée d'allumage de ces étages, soit 427 s pour le J-2 du S-IVB (en réalité, cette durée est de 500 s car le moteur ne tourne pas à plein régime pendant les 100 premières secondes) et 650 s pour un étage à moteur NERVA.
Le changement de vélocité delta-V peut être calculé par l'équation de Tsiolkowski basée sur le rapport des masses initiale et finale :
{\displaystyle \Delta v\ =V_{e}\cdot \ln {\frac {m_{0}}{m_{1}}}}
où {\displaystyle {m_{0}}} est la masse initiale (avec carburant) et {\displaystyle {m_{1}}} la masse finale (ou masse sèche, ou encore masse inerte, réservoir(s) vide(s)). La masse sèche d'un S-IVB est de 13 300 kg dont 1 438 kg de moteur J-2. Pour un remplacement par NERVA, compte tenu des 6 803 kg du moteur (et en négligeant le gain de poids dû à l'absence de raccord entre réservoirs) on a une masse sèche de 18 665 kg. La légèreté du carburant de NERVA compense plus que largement le surpoids du moteur, l'étage plein ({\displaystyle {m_{0}}}) étant trois fois plus léger que le S-IVB original.
D'après l'équation précédente (et en l'absence de charge utile), la version J-2 générerait un {\displaystyle \Delta V} de 8 930 m/s. La version nucléaire n'obtiendrait que 6 115 m/s. Cette performance moindre est due à une masse sèche plus importante mais aussi à l'éjection d'un fluide certes plus rapide mais moins dense. La version nucléaire de l'étage semble a priori moins intéressante.
| Moteur                      | Moteur | Moteur           | Moteur | J-2     | NERVA       | NERVA      | NERVA    |
| --------------------------- | ------ | ---------------- | ------ | ------- | ----------- | ---------- | -------- |
| Poussée                     | T      |                  | kN     | 1 014   | 266         | 266        | 266      |
| Masse moteur                | mM     |                  | kg     | 1 438   | 6 803       | 6 803      | 6 803    |
| Impulsion spécifique        | Isp    |                  | s      | 414     | 800         | 800        | 800      |
| Puissance                   | P      | =g.Isp.T/2       | MW     | 2 059   | 1 044       | 1 044      | 1 044    |
| Débit massique              | dm     | =T/(g.Isp)       | kg/s   | 250     | 34          | 34         | 34       |
| Débit volumique             | dv     | =dm/densité      | l/s    | 726     | 477         | 477        | 477      |
| Étage                       | Étage  | Étage            | Étage  | S-IVB   | même taille | même masse | S-N C-5N |
| Masse sèche                 | m1     |                  | kg     | 13 300  | 18 665      | 42 389     | 10 429   |
| Masse initiale              | m0     |                  | kg     | 119 900 | 40 683      | 119 000    | 53 694   |
| Masse réservoir             | mR     | =m1-mM           | kg     | 11 862  | 11 862      | 35 586     | 3 626    |
| Masse carburant             | mP     | =m0-m1           | kg     | 106 600 | 22 018      | 77 511     | 43 265   |
| Volume de carburant         | VP     | =mP/densité      | m³     | 310     | 310         | 1 091      | 609      |
| Durée de combustion         | tB     | =mP/dm           | s      | 427     | 650         | 2 287      | 1 272    |
| Delta-V sans charge         | ΔV     | =g.Isp.ln(m0/m1) | m/s    | 8 930   | 6 115       | 8 160      | 12 861   |
| Delta-V avec 45 t de charge |        |                  | m/s    | 4 223   | 2 331       | 4 983      | 4 528    |

Cependant, cette analyse simple ne prend pas en compte certains aspects importants :
- Le nouvel étage pèse beaucoup moins que l'ancien, ce qui veut dire que les étages inférieurs lui auront imprimé plus de vitesse initiale ;
- Les calculs sont faits pour un remplacement de même volume, ce qui est une mauvaise hypothèse car un étage est généralement conçu aussi lourd que le lui permettent les capacités de lancement des étages inférieurs ;
- Le delta-V est calculé avec une absence de charge utile, ce qui donne une échelle de comparaison mais n'a pas vraiment de sens, d'autant plus que les performances peuvent très bien s'inverser en fonction de cette charge.

Dans cette optique, le remplacement envisagé doit donc se faire par un étage de masse équivalente au S-IVB, donc beaucoup plus volumineux (du fait de la différence de densité des carburants). En supposant simplement que le poids du réservoir s'en trouve triplé (pesant alors 35 586 kg), on obtient une masse sèche {\displaystyle {m_{1}}} de 42 389 kg, et pour la même masse initiale que le S-IVB, on peut transporter 77 511 kg de LH2. Le nouveau {\displaystyle \Delta V} à vide est 8 160 m/s, toujours moins bon que celui du S-IVB. Plus la charge utile augmente, plus le rapport {\displaystyle {m_{0}}/{m_{1}}} tend vers 1 (la masse sèche a de moins en moins d'importance) et plus le paramètre {\displaystyle V_{e}} devient déterminant. Avec une charge utile de 45 t (le poids de la mission Apollo 11), les {\displaystyle \Delta V} du S-IVB et de son remplaçant sont respectivement de 4 223  et   4 983 m/s, montrant ainsi le net avantage de la propulsion nucléaire.
Bien sûr, l'augmentation de taille du réservoir n'est pas sans poser un bête problème : le véhicule doit pouvoir être assemblé dans le VAB et pouvoir passer sous les 125 m de hauteur des portes du bâtiment. Du coup, la configuration RIFT (Reactor In-Flight Test), proposée en 1961 et détaillée dans la dernière colonne du tableau précédent, adoptait des dimensions plus modestes. Le véhicule permettait d'augmenter la charge lançable en orbite terrestre basse de 120  à   155 t.

## Risques

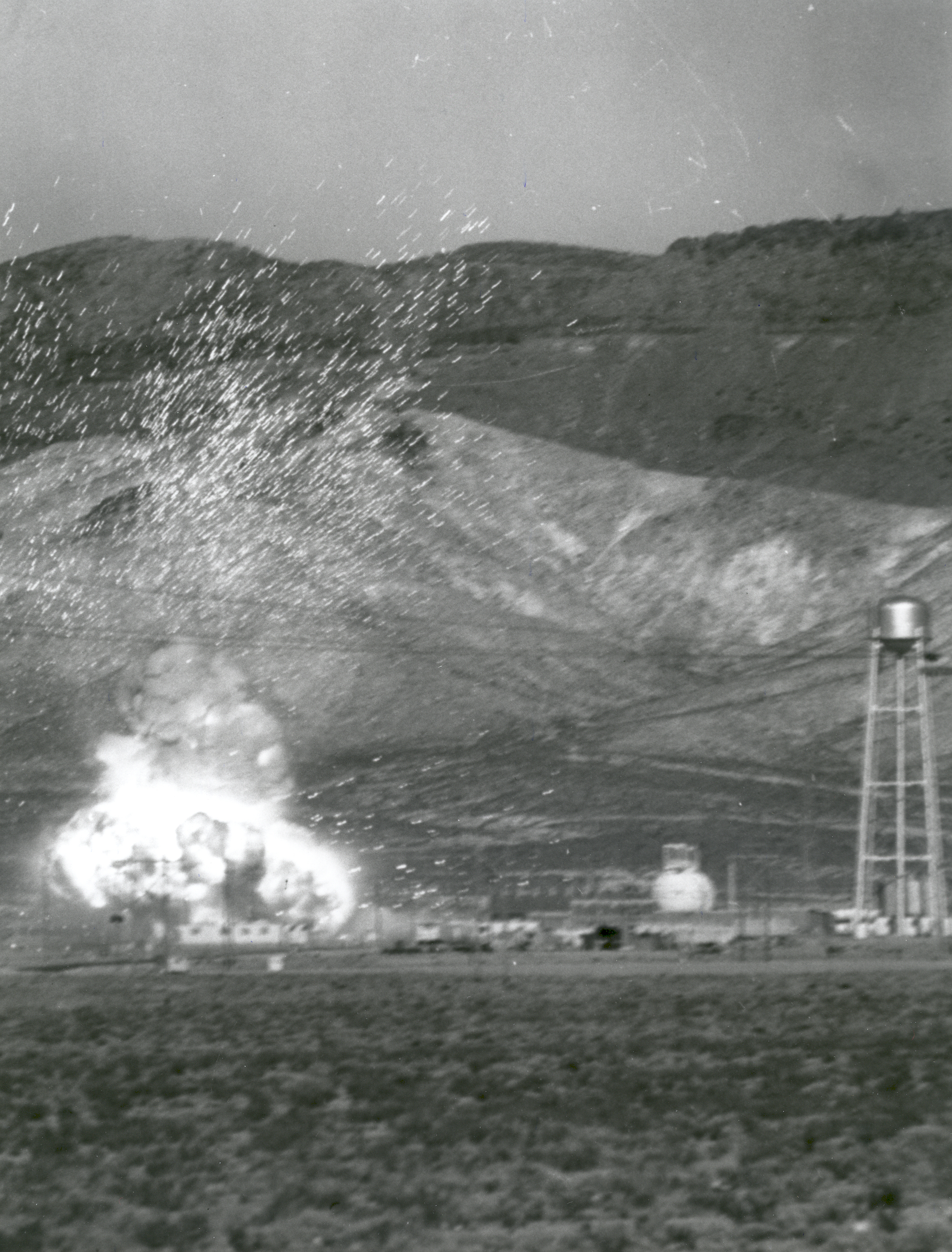
Un réacteur nucléaire Kiwi modifié a été délibérément détruit à la Nuclear Rocket Development Station de Jackass Flats, au Nevada, dans le cadre d’une expérience de sécurité simulant un accident lors d’un lancement.

Il y a une probabilité inhérente de défaillance de la fusée dans l'atmosphère ou en orbite qui provoquerait la dispersion des matériaux du moteur et des retombées radioactives. Plus grave, un dysfonctionnement catastrophique entraînant une contamination de l'environnement pourrait survenir à la suite de l'explosion du lanceur, une rupture du confinement du cœur à cause de débris orbitaux, d'une fission incontrôlée, de la fatigue des structures ou d'une erreur humaine.

#### Bases de données et dictionnaires
- Notices d'autorité :   - BnF (données)
  - LCCN
  - Israël